# جون شوفیلد (قایقران کانو)
جون شوفیلد (انگلیسی: Jon Schofield؛ زادهٔ ۱۰ مهٔ ۱۹۸۵) ورزشکار اهل بریتانیا است.
وی در مسابقات کشوری و بین‌المللی در مجموع برندهٔ ۳ مدال طلا، ۴ مدال نقره، ۳ مدال برنز شده‌است.